# Colle Illirio
Il Colle Illirio (733,1m s.l.m.)  è una montagna dei Monti Lepini nell'Antiappennino laziale, che si trova nella provincia di Latina, nel territorio del comune di Rocca Massima.